# Fraude en la telemercadotecnia
El fraude en la telemercadotecnia es la venta telefónica fraudulenta. El término también es utilizado para fraude telefónico que no involucre ventas.
La gente de la tercera edad es escogida más frecuentemente para estos engaños ya que el timador asume que estos viven solos, tienen ahorros o son más amables con los extraños.

## Tipos de fraude
- Estafa nigeriana, que a menudo ofrece a la víctima un premio de lotería, una subvención o préstamo del gobierno, 10 años de soporte técnico y antivirus,[2] seguro de auto, etc.
- Fraude de inversión, a menudo mediante una sala de calderas: se llama a personas crédulas y se les venden acciones sin ningún valor en absoluto, y a veces, ofreciendo recuperar inversiones de fraudes de inversiones. El mismo mecanismo es usado para vender alojamiento de tiempo compartido. En este tipo de fraudes el dinero involucrado es mucho, y a menudo mediante empresas legítimas con sitio web.
- Fraude de sobrepago, donde un pago se debe a la víctima, a menudo por una venta mediante subasta electrónica o aviso clasificado, y un cheque o giro postal. Por lo general, a través de una transferencia bancaria en línea, una tarjeta de dinero precargada o una transferencia bancaria como Western Union.[3] Por tanto, las víctimas pierden el dinero que envían junto con el propio artículo.[4]
- Fraude de caridad, telemarketers que dicen representar a organizaciones benéficas llaman pidiendo donativos. Las organizaciones benéficas falsas intentan aprovecharse de la generosidad y compasión de la gente por los necesitados. Los estafadores roban el dinero haciéndose pasar por una organización benéfica auténtica; pueden intentar utilizar acontecimientos recientes, como catástrofes naturales, para que sus falsas peticiones de donativos parezcan más creíbles.[5]
- Cramming Pequeños cargos que se introducen secretamente en las facturas de las tarjetas de crédito de los clientes por servicios que no solicitaron, enterrados tan profundamente en las facturas de las tarjetas de crédito que muchos no se dan cuenta,[6] normalmente con cargos falsos por servicios financieros imprecisos.
- Servicios de máquinas de oficina o directorios. Estos a menudo buscan información para intentar cobrar por productos y servicios no solicitados (por ejemplo el modelo de un equipamiento de oficina, por el cual un vendedor fraudulento envía una orden no solicitada de tinta de impresora a precios inflados).
- Creación de grabaciones de verificación atribuidas a clientes de otras compañías telefónicas, usadas para el slamming
- Fraude de trabajos veraniegos[7][8]

### Soporte técnico fraudulento
Se recibe un llamado telefónico, a menudo diciendo que se encontró actividad virulenta en el computador de la víctima; los timadores reclamarán que están asociados a una compañía de toda confianza, como Microsoft. Los timadores asumen que la víctima tienen un computador corriendo un sistema operativo de Microsoft Windows (usuarios de otros sistemas operativos, como Linux, son minoría, y a menudo tienen conocimientos superiores en el tema técnico). Los timadores piden a los usuarios hacer alguna acción que muestre información alarmante y inesperada, aun cuando el computador esté perfectamente normal, como el Visor de Eventos de Windows o la lista de archivos temporales, y decir que esta es la evidencia de que el computador está infectado. Las víctimas son llevadas a instalar software de escritorio remoto, como en el sitio web ammyy.com o TeamViewer; el timador luego de esto tiene control completo sobre el computador, y puede mostrar información alarmante e instalar malware. Luego de esto el timador hace una oferta para sacar los virus de este computador y ofrecer servicio técnico remoto por varios años solo pagando una vez. La Comisión Federal de Comercio de Estados Unidos ha presentado demandas frente a un gran número de empresas y sitios web que ejerzan este tipo de estafa. Si el malware es instalado en algún computador, un atacante puede seguir obteniendo control total y acceder a información personal o financiera hasta que el malware sea completamente removido.